# Caniás
Caniás (aragonesisch Caniars) ist ein spanischer Ort in den Pyrenäen in der Provinz Huesca der Autonomen Gemeinschaft Aragonien. Caniás ist ein nordwestlich gelegener Ortsteil der Gemeinde Jaca. Der Weiler mit 34 Einwohnern im Jahr 2015 liegt auf 860 Meter Höhe.

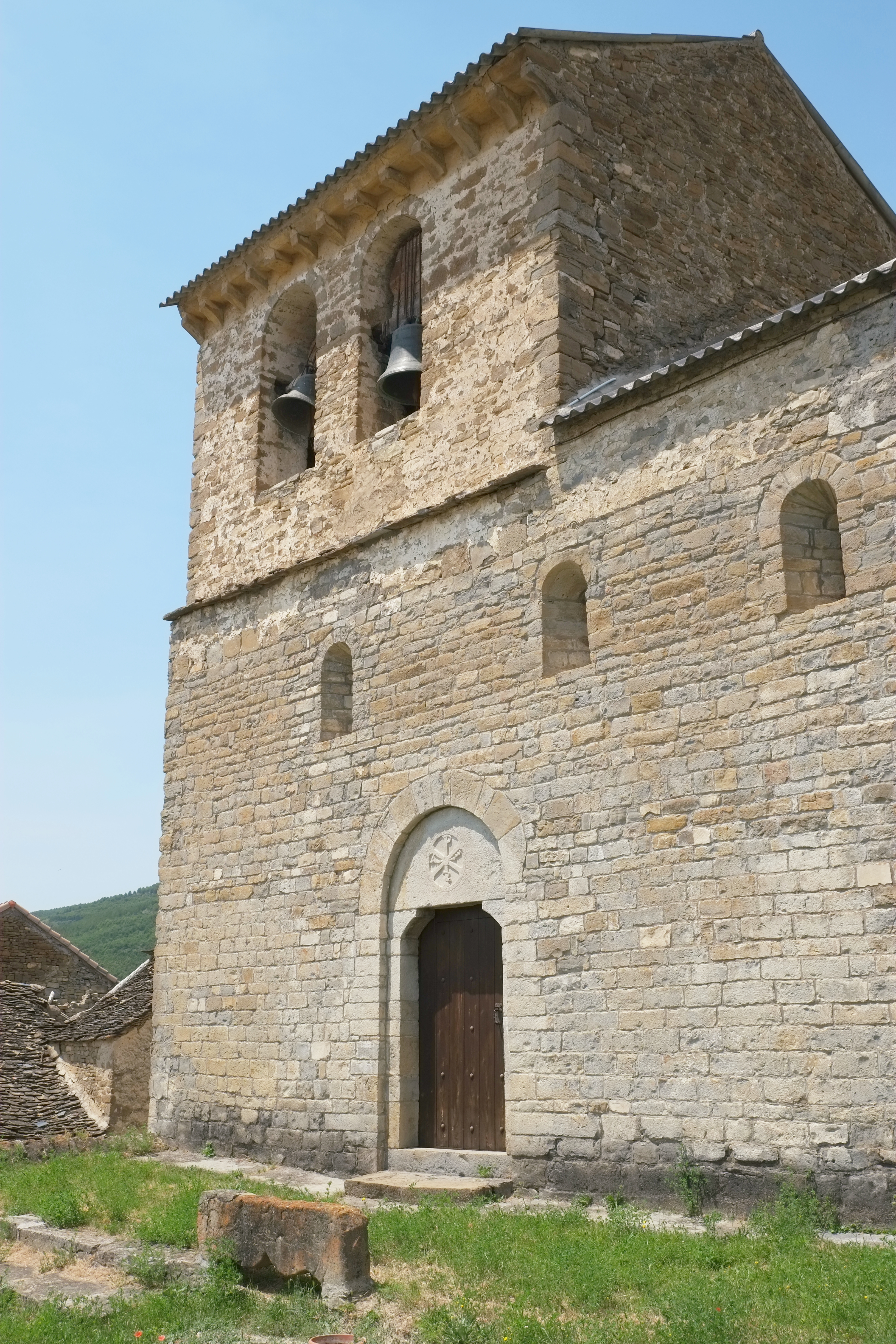
Kirche San Pedro Apóstol

## Sehenswürdigkeiten
- Romanische Pfarrkirche San Pedro Apóstol aus dem 12. Jahrhundert